# 104-я лёгкая пехотная дивизия (вермахт)
104-я лёгкая пехотная дивизия (нем. 104. Jäger-Division) — тактическое соединение сухопутных войск вооружённых сил нацистской Германии. Принимала участие во Второй мировой войне. Ранее было известно как 704-я пехотная дивизия (нем. 704. Infanterie-Division).

## История
6 июля 1942 была образована основа данного подразделения — 704-я пехотная дивизия, базировавшаяся в Сербии. Дивизия была образована в период 15-й волны призыва. С 1942 по 1943 года под командованием гауляйтера Сербии дивизия подавляла восстания сербских антифашистов.
1 апреля 1943 дивизия была переоснащена горным вооружением и стала классифицироваться как егерская дивизия. Она была включена в состав группы армий «E», воевавшей на Балканах (в частности, в Греции). В июле 1943 года дивизия была переброшена в Грецию для подавления антифашистских выступлений. В сентябре 1943 года дивизия совершила крупнейшее военное преступление на территории Греции — с 21 по 23 сентября в Кефалинии немцы устроили расправу над пятью тысячами итальянских солдат, перешедших на сторону антигитлеровской коалиции. В сентябре 1944 года дивизия срочно покинула Грецию и вернулась в Югославию, пройдя с боями через югославскую Македонию и Косово, Юго-Западную Сербию и Восточную Боснию. В Сербии вступила в бои с советскими войсками, а также сербскими и хорватскими антифашистами.
В мае 1945 года большая часть дивизии, дислоцированная в Целе, сдалась в плен югославам. Командир дивизии, Хартвиг фон Людвигер, 5 мая 1947 был расстрелян по приговору Югославского трибунала как военный преступник.

## Структура дивизии
| 704-я пехотная дивизия         | 104-я лёгкая пехотная дивизия         |
| ------------------------------ | ------------------------------------- |
| 724-й пехотный полк            | 724-й лёгкий пехотный (егерский) полк |
| 734-й пехотный полк            | 734-й лёгкий пехотный (егерский) полк |
| 654-е артиллерийское отделение | 654-й артиллерийский полк             |
| 704-я рота велосипедистов      | 104-е разведывательный батальон       |
| —                              | 104-й противотанковый батальон        |
| 704-й пионерный батальон       | 104-й инженерный батальон             |
| 704-е отделение связи          | 104-й батальон связи                  |
| 704-й отряд пополнения         | 104-й отряд пополнения                |

## Командующие
704-я пехотная дивизия
- 22 апреля 1941: генерал-майор Хайнрих Боровски
- 15 августа 1942: генерал-лейтенант Ганс Юппе
- 20 февраля 1943: полковник Хартвиг фон Людвигер[англ.]

104-я лёгкая пехотная дивизия
- 1 апреля 1943: генерал-лейтенант Хартвиг фон Людвигер
- 29 апреля 1945: генерал-лейтенант Фридрих Стефан

## Награждённые Рыцарским крестом Железного креста

### Рыцарский Крест Железного креста (3)
- Вильгельм Райманн, 26.12.1944 — капитан резерва, командир 2-го батальона 724-го егерского полка
- Вилли Альбрехт, 09.05.1945 — капитан резерва, командир 1-го батальона 734-го егерского полка (награждение не подтверждено)
- Франц Веккер, 09.05.1945 — оберстлейтенант, командир 734-го егерского полка (награждение не подтверждено)

### Рыцарский Крест Железного креста с Дубовыми листьями
- Герхард Вернер (№ 793), 23.03.1945 — майор, командир 1-го батальона 734-го егерского полка